# Železniční nehoda v Běchovicích
Železniční nehoda v Běchovicích se stala 15. října 1965 ve stanici Praha-Běchovice na jejím pražském zhlaví.

## Nehoda
Ve stanici se v mlze srazil osobní vlak s elektrickou posunovací lokomotivou – vinou zaměstnanců drah vjel na obsazenou kolej. Při nehodě zemřeli dva členové vlakových čet a další osoby byly zraněny. Vůz EM 475.1003 byl po havárii zrušen.

### Souvislosti
Nehoda se stala necelý měsíc pro tragické nehodě v Hloubětíně na téže trati. V souvislosti s oběma nehodami se konalo 27. října 1965 mimořádné jednání kolegia ministerstva dopravy a náčelníků drah a provozních oddílů.